# Fernando Carrillo Flórez
Fernando Carrillo Flórez (Bogotá, 13 de mayo de 1963) es un abogado, escritor y socioeconomista de la Pontificia Universidad Javeriana de Bogotá, donde se graduó con honores. Máster en Leyes y Finanzas Públicas de la Universidad de Harvard y Máster en Administración y en Políticas Públicas de la Escuela de Gobierno John F. Kennedy de la misma universidad.  
Fue uno de los promotores del movimiento estudiantil de la Séptima papeleta que hizo posible la convocatoria a la Asamblea Nacional Constituyente en 1991, de la cual hizo parte y fue presidente de la Comisión de Justicia. Ponente de la creación de la Fiscalía General de la Nación, la Corte Constitucional y otras instituciones para la modernización de la justicia colombiana. Impulsó la acción de tutela.
Ha ejercido, entre otros, los siguientes cargos: ministro de Justicia, ministro del Interior, procurador general de la nación, embajador de Colombia en España, director de la Agencia Nacional de Defensa Jurídica del Estado, y representante del BID en París y Brasil.
Profesor de la Pontificia Universidad Javeriana, Los Andes, La Sabana, la Universidad Icesi, el Centro de Estudios Políticos y Constitucionales, la Universidad Carlos III de Madrid, el Instituto de Estudios Políticos de París (Sciences Po), entre otras.
Autor de más de 14 libros y 80 artículos en temas de democracia, gobernabilidad y reforma a la justicia. Actualmente se desempeña como vicepresidente del grupo de medios español Prisa.

## Carrera profesional
Abogado socioeconomista de la Pontificia Universidad Javeriana con tesis summa cum laude. Carrillo inició a temprana edad su vida política colombiana. Fue jefe de Juventudes del Movimiento Nuevo Liberalismo, fundado por Luis Carlos Galán. Consultor en Finanzas Públicas en la Contraloría General de la República de Colombia para la Organización de las Naciones Unidas entre 1988 y 1990. Fue uno de los principales líderes del movimiento estudiantil de la Séptima papeleta, que dio origen a la Constitución de 1991. Fue elegido para hacer parte de la Asamblea Constituyente de 1991; donde con siete votos a favor y uno en blanco fue designado presidente de la Comisión de Administración de Justicia y Ministerio Público.
Fue Ministro de Justicia entre 1991 y 1992. Pocas semanas después de su renuncia al ministerio se produjo la fuga del narcotraficante Pablo Escobar de la cárcel La Catedral. La Procuraduría de Orlando Vásquez Velásquez le impuso una sanción de 30 días de suspensión, que fue revocada en 2001 por el procurador Edgardo Maya Villazón.
En 1994 obtuvo una Maestría en Administración y Políticas Públicas de la Escuela de Gobierno John F. Kennedy de la Universidad de Harvard que sumó a la que ya tenía en Derecho y Finanzas Públicas de la Escuela de Leyes y el Programa Internacional de Impuestos de la misma universidad (1987).
Ese año se vinculó al Banco Interamericano de Desarrollo (BID). En esta organización se desempeñó como vocero ante la OEA, director adjunto de la Oficina del BID en París y representante del BID en Brasil hasta marzo de 2012.
Tras resultar elegido Juan Manuel Santos como Presidente de Colombia en 2010, Carrillo fue convocado para coordinar el comité de empalme con el gobierno de Álvaro Uribe.
Luego de la creación de la Agencia Nacional de Defensa Jurídica del Estado, adscrita al Ministerio de Justicia y del Derecho y creada en 2011, Santos designó a Carrillo como su director, cargo del que tomó posesión el 15 de marzo de 2012.
El 31 de agosto de 2012, el presidente Juan Manuel Santos nombró a Carrillo Flórez como Ministro del Interior en reemplazo de Federico Renjifo, quien fue nombrado Ministro de Minas y Energía. Carrillo tomó posesión del ministerio el 3 de septiembre de 2012 y permaneció en el cargo hasta el 10 de septiembre de 2013, fecha en la que se produjeron varios cambios en el gabinete ministerial. En su reemplazo fue nombrado Aurelio Iragorri Valencia. El mismo día, fue designado como Embajador de Colombia en España y se posesionó el 5 de noviembre de 2013.
El 27 de octubre de 2016, con 92 votos a favor y ninguno en contra (de un total de 95 congresistas presentes), el Senado colombiano lo eligió como procurador general de la Nación.
El 16 de enero de 2017, el presidente Juan Manuel Santos lo nombra como procurador general de Colombia en reemplazo de Alejandro Ordóñez. Su postulación como procurador general de la Nación se dio por decisión del Consejo de Estado. Ante el Senado de la República Carrillo Flórez planteó su labor como una "Procuraduría Ciudadana", mencionando que su gestión estaría orientada a modernizar la entidad, acercarla al ciudadano y estructurar una efectiva red nacional de prevención de la corrupción y promoción del interés general.
Ha sido profesor de la Pontificia Universidad Javeriana, Los Andes, La Sabana, el ICESI, el Centro de Estudios Políticos y Constitucionales, la Universidad Carlos III de Madrid, el Instituto de Estudios Políticos de París (Sciences Po), entre otras y es autor de varios libros y artículos sobre gestión y políticas públicas. Su publicación más reciente es "Sin miedo: Defender la democracia desde la democracia" (2024).

## Publicaciones
- Sin miedo: Defender la democracia desde la democracia (2024)
- Defensa Jurídica del Estado: Apuntes de Derecho Comparado (2012)
- Constitucionalizar la Democracia (2011)
- Migrações, coesão social e governação (2011)
- La lucha contra la exclusión en América Latina. Una mirada desde Europa (2008)
- Gobernabilidad y reforma política en América Latina y Europa (2007)
- Iberoamérica y la Corte Penal Internacional (2006)
- Fighting Clientelism in Targeted Social Programs (2006)
- Unequal Democracy (2005)
- Democracia con desigualdad (2004)
- La política importa para el desarrollo (2003)
- Democracia en Déficit (2001)
- Convivencia y seguridad: un reto a la gobernabilidad (2000)
- Justice Delayed (1997)
- La economía política de la reforma judicial (1995)
- La revolución pacífica de la justicia (1991)
- Sector financiero y delincuencia económica (1985)